# Base Léonore
Il database Léonore è un database francese che elenca i file dei membri dell'ordine nazionale della Legion d'onore.

## Descrizione
Il database Léonore elenca gli archivi dei nominati o promossi nell'ordine nazionale della Legion d'Onore dalla sua creazione nel 1802 e deceduti prima del 1977, contiene 390.000 dossiers, al 1 gennaio 2014.
In seguito alle varie vicende che hanno segnato la storia, si persero dossiers come quelli del periodo del Primo Impero, che furono quasi interamente distrutti durante la Restaurazione. Allo stesso modo, durante la Comune di Parigi, nel 1871, molti dossier furono bruciati. I file elencati sono conservati presso l'Archivio Nazionale.
È autorizzata la riproduzione, per uso privato, delle immagini e degli avvisi presenti nel database.